# B9D2
B9D2 (англ. B9 domain containing 2) – білок, який кодується однойменним геном, розташованим у людей на довгому плечі 19-ї хромосоми. Довжина поліпептидного ланцюга білка становить 175 амінокислот, а молекулярна маса — 19 261.
| 10         |  | 20         |  | 30         |  | 40         |  | 50         |
| ---------- |  | ---------- |  | ---------- |  | ---------- |  | ---------- |
| MAEVHVIGQI |  | IGASGFSESS |  | LFCKWGIHTG |  | AAWKLLSGVR |  | EGQTQVDTPQ |
| IGDMAYWSHP |  | IDLHFATKGL |  | QGWPRLHFQV |  | WSQDSFGRCQ |  | LAGYGFCHVP |
| SSPGTHQLAC |  | PTWRPLGSWR |  | EQLARAFVGG |  | GPQLLHGDTI |  | YSGADRYRLH |
| TAAGGTVHLE |  | IGLLLRNFDR |  | YGVEC      |  |            |  |            |

A: Аланін

C: Цистеїн

D: Аспарагінова кислота

E: Глутамінова кислота

F: Фенілаланін

G: Гліцин

H: Гістидин

I: Ізолейцин

K: Лізин

L: Лейцин

M: Метіонін

N: Аспарагін

P: Пролін

Q: Глутамін

R: Аргінін

S: Серин

T: Треонін

V: Валін

W: Триптофан

Залучений у такому біологічному процесі, як біогенез та деградація війок. 
Локалізований у цитоплазмі, цитоскелеті, ядрі, клітинних відростках, війках.